# Anton Tomaž Linhart
Anton Tomaž Linhart (11 de diciembre de 1756-14 de julio de 1795) fue un dramaturgo e historiador esloveno, más conocido por ser el autor de la primera comedia en esloveno, Županova Micka (Micka, la hija del mayor). También se le considera como el padre de la historiografía eslovena por haber sido el primer historiador en haber escrito la historia de los eslovenos en cuanto unidad, rechazando los estudios precedentes por haber tomado como punto de referencia las provincias históricas.

## Biografía
Linhart nació en la ciudad de Radovljica en la región eslovena de Gorenjska durante el gobierno de la monarquía de los Habsburgo. Su padre era un fabricante de textiles de origen checo que se estableció en Carniola proveniente de Bohemia. Asistió a la escuela primaria en su ciudad natal, y más tarde también en Liubliana. Estudió comercio y finanzas en Viena. Antes de terminar sus estudios también pasó algún tiempo en el monasterio de Stična en Baja Carniola. Tras regresar a Liubliana, fue contratado como archivero por el obispo de la ciudad. También se desempeñó como comisario escolar, y como secretario regional de la administración imperial. 
En 1786 fue nombrado comisario escolar del distrito de Liubliana y, tras tres años en el cargo, dobló el número de escuelas rurales, que pasaron de 9 a 18. También consagró muchas energías a la fundación de una biblioteca en Liublijana y fue gracias a su iniciativa que de creó la Biblioteca de Liceo, la cual es la predecesora de la actual Biblioteca Nacional y Universitaria de Eslovenia.
A partir de la década de 1870 Linhart frecuentó el círculo de la Ilustración eslovena en donde en colaboración con Sigmund Zois, Valentin Vodnik, Jernej Kopitar, Jurij Japelj y otros, estudió la cultura, la historia y la lengua eslovena. También escribió dos dramas en esloveno y comenzó un proyecto de estudio de la Eslovenia histórica, el cual fue interrumpido por su deceso.

## Obra
Su primer texto literario fue el poema Blumen aus Krain (Flores de Carniola) escrito en alemán. Su primera tragedia, escrita en el mismo idioma, fue publicada en 1780. Tradujo y adaptó la comedia Die Feldmühle de Joseph Richter (El molino del condado, publicada como «Micka, la hija del mayor») y Las bodas de Fígaro de Beaumarchais (publicada como Ta veseli dan ali Matiček se ženi, La boda de Matiček).
Como historiador escribió los dos volúmenes de Versuch einer Geschichte von Krain und den übrigen Ländern der südlichen Slaven Oestérreiches (Un ensayo sobre la historia de Carniola y otras tierras de los eslavos meridionales austríacos). En el primero, publicado en 1788, se describe la época protoeslávica, y en el segundo, en 1791, se trata el tema de la migraciones determinadas por las invasiones bárbaras, los asentamientos eslavos en los Alpes occidentales así como su desarrollo, haciendo énfasis en el reino de Samo y Carantania. Sus ideas estuvieron influenciadas por las del filósofo alemán Johann Gottfried Herder y tuvieron hondas repercusiones en la formación consciencia nacional eslovena a principios del siglo XIX.

## Creencias
Linhart fue deísta y muy crítico respecto a los privilegios de la nobleza y de la Iglesia. Aunque en un principio fue partidario del emperador José II, fue crítico de sus políticas centralistas y de la poca atención que le prestó a las lenguas regionales del imperio. 
Linhart fue uno de los primeros partidarios del «austroeslavismo», un programa político que tenía como objetivo la emancipación de los pueblos eslavos del Imperio austríaco.